# Тхапа, Арджун Бахадур
Арджун Бахадур Тхапа (непальск. अर्जुन बहादुर थापा; род. 12 января 1956) ― непальский государственный деятель, дипломат. Министр иностранных дел Непала в 2013―2014 гг. Генеральный секретарь Ассоциации регионального сотрудничества Южной Азии (2014―2017).

## Биография
Арджун Бахадур Тхапа родился 12 января 1956 года. В 1983 году окончил магистратуру факультета экономики и права Университета дружбы народов им. Патриса Лумумбы по специальности «международное право». В 1994 году окончил Аделаидский университет по специальности «менеджмент в сфере экологии».
В 1983 году поступил на службу в Министерство права и справедливости Непала, впоследствии занимал пост заместителя министра в отделе международного права и договоров. В 1999 году перешёл на дипломатическую службу и занял должность секретаря в Отделе стран Востока, Юго-Востока, Дальнего Востока и Тихого океана в Министерстве иностранных дел Непала. В 2002―2007 годах работал в постоянном представительстве Непала в ООН в Нью-Йорке, имел ранг полномочного министра. В 2007―2012 годах ― Чрезвычайный и Полномочный Посол Непала в Объединенных Арабских Эмиратах. С 21 июля 2013 по 15 января 2014 года занимал пост министра иностранных дел Непала.
С 1 марта 2014 по 27 февраля 2017 года занимал пост Генерального секретаря Ассоциации регионального сотрудничества Южной Азии. Сменил на этом посту Ахмеда Салима, представителя от Мальдив, и стал первым Генеральным секретарём данной организации из Непала с 1985 года.
Женат, отец троих детей.

## Сочинения
- The Nepalese Law of Treaties, Kathmandu (1992)

## Награды
- Орден Горка Дакшин Баху, IV класс